# ドーラ (小惑星)
ドーラ (668 Dora) は小惑星帯に位置するC型小惑星。比較的小規模な小惑星族を代表する小惑星と考えられている。
アウグスト・コプフがハイデルベルクのケーニッヒシュトゥール天文台で発見した。コプフの友人の妻に因んで名付けられた。